# Enrique Nuere Matauco
Enrique Nuere Matauco (Valencia, 1938) es un arquitecto y carpintero español especializado en carpintería de lo blanco, carpintería de lazo y carpintería de armar. Desde enero de 2010 es miembro de la Real Academia de Bellas Artes de San Fernando como académico de número.

## Trayectoria
Enrique Nuere, yerno de Gonzalo Menéndez Pidal, es un arquitecto especializado en el estudio, el diseño y la restauración de estructuras de madera. Está considerado como el especialista más importante de Europa en la carpintería de lazo, la carpintería de lo blanco y la carpintería de armar (armaduras de techo o techumbres). Sus trabajos de investigación y sus experiencias en estas materias permitieron recuperar y revitalizar un conocimiento prácticamente perdido.
Fue el primer galardonado con el premio “Marqués de Lozoya”, creado por el Ministerio de Cultura en 1981 para impulsar la investigación en el ámbito de la antropología. Además, ha obtenido otros reconocimientos tales como los dos premios de Investigación del Colegio Oficial de Arquitectos de Madrid, en 1980 y 1990, otro premio Europa Nostra por la restauración del artesonado del paraninfo de la Universidad de Alcalá en 1994 o el premio internacional de investigación García Diego que otorga la Fundación Juanelo Turriano (2001). También cuenta con el premio American Expres a la Innovación Tecnológica de la Pequeña y Mediana Empresa (2004) o el Premio en la categoría de Patrimonio Arquitectónico del Centro Internacional para la Conservación del Patrimonio (CICOP) en 2006. En el año 2016 fue galardonado con el Premio Rafael Manzano de Nueva Arquitectura Tradicional, que concede anualmente la Fundación Culturas Constructivas Tradicionales.

## Carpintería de lo blanco, armaduras y lazos

### Publicaciones y estudios
Es autor de diversos estudios, entre ellos 
- La carpintería de armar española
- Nuevo tratado de carpintería de lo blanco.

### Taller de carpintería en Segovia
Su actividad se centra en estudiar la carpintería histórica e intervenir en su restauración, labor que desarrolla en el taller de San Rafael en Segovia.

### Restauraciones
Entre los trabajos de restauración realizados por Nuere destacan los del Convento de Santa Clara de Salamanca (Premio Europa Nostra, Premio Nacional de Restauración), el Palacio de Miguel de Mañara y el de Altamira, ambos en Sevilla, y el Palacio de Buenavista de Málaga.